# Gurdlina ogórkowata
Gurdlina ogórkowata (Trichosanthes cucumerina L.) – gatunek rośliny tropikalnej, uprawiany dla owoców używanych w kuchniach azjatyckich jako warzywo oraz jako roślina ozdobna w całej strefie tropikalnej. Pochodzi z południowo-wschodniej Azji i północnej Australii.

## Morfologia
PokrójJednoroczna roślina pnąca.
OwoceJagody. Miękki, delikatny miąższ przypomina w smaku tykwę i trukwę.

## Zmienność
Znane są dwie odmiany:
- Trichosanthes cucumerina var. anguina – zwana gurdliną wężową
- Trichosanthes cucumerina var. cucumerina – odmiana typowa

## Zastosowanie

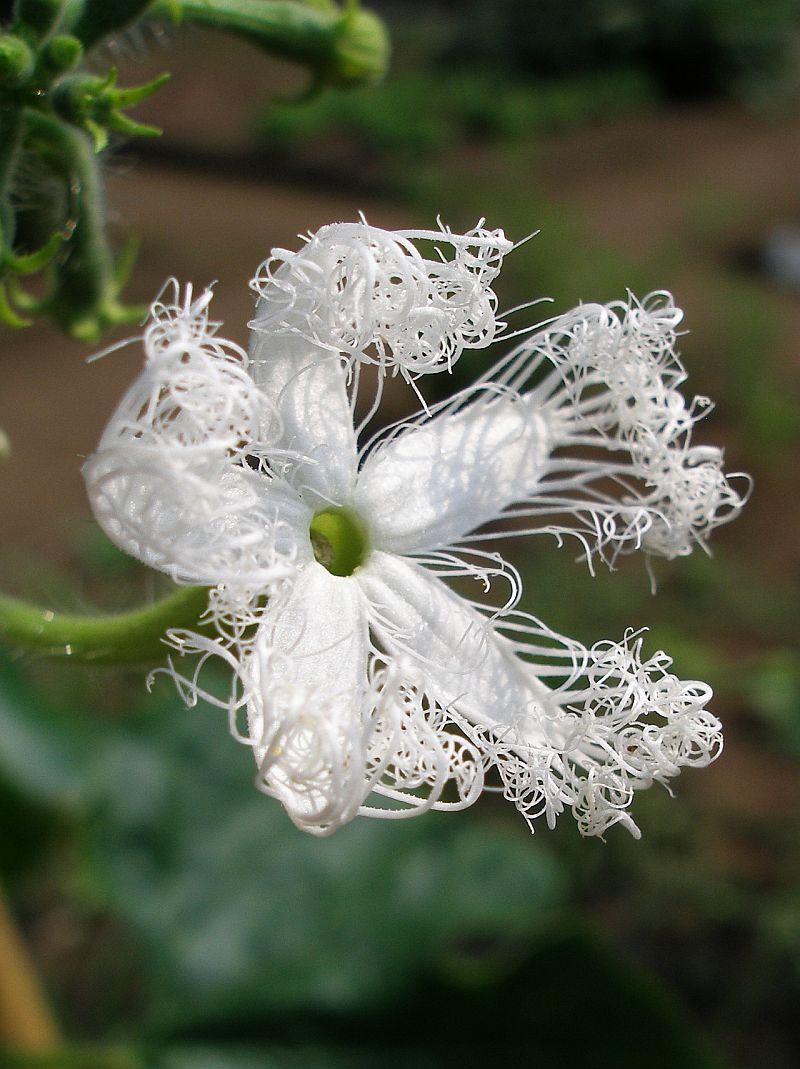
Kwiat

- Roślina jadalna. Cieszy się dużą popularnością w kuchniach krajów Azji Południowej i Południowo-Wschodniej. Młode pędy, liście i wąsy bywają spożywane także na surowo.